# Letiště Kalamata
Letiště Kalamata. Mezinárodní letiště Kalamata (řecky Κρατικός Αερολιμένας Καλαμάτας) je letištěm řeckého města Kalamata. Jeho kódy: IATA: KLX, ICAO: LGKL. Používá se také jako vojenské letiště pro řecké letectvo.

## Poloha
Letiště se nachází mezi městy Kalamata a Messini na silnici Pylos–Kalamata–Sparta. Vzletová a přistávací dráha je dlouhá přibližně 2,8 kilometru a má orientaci sever-jih.

## Historie
Letiště Kalamata je jedním z patnácti mezinárodních komerčních letišť v Řecku. Bylo otevřeno jako vojenské letiště v roce 1959. V roce 1991 byla vojenská základna rozšířena o civilní letiště. Nový terminál byl otevřen v roce 2009. V roce 2014 bylo letiště privatizováno.

## Letecké společnosti a cíle
Letiště Kalamata používají některé letecké společnosti jen v letních měsících. Celoročně existuje několikrát týdně letecké spojení do druhého největšího řeckého města, Soluně, které zajišťuje regionální letecká společnost Olympic Air. Také existuje přímé letecké spojení na německá letiště měst Düsseldorf, Frankfurt, Hamburk a Mnichov. Létá se již od konce února, se společností Condor.
Řecká letecká společnost Aegean Airlines má na letišti Kalamata svou sezónní základnu. Další letecké společnosti létající do Kalamaty jsou Austrian Airlines, British Airways, Easyjet, Edelweiss Air, Lauda, Ryanair, Swiss, Transavia a TUI Airlines Belgium.